# Ma vie sans moi
Pour plus de détails, voir Fiche technique et Distribution.
Ma vie sans moi (My Life Without Me) est un film dramatique hispano-canadien réalisé par Isabel Coixet, sorti en 2003.

## Synopsis
Anne (Sarah Polley) est une jeune femme de 23 ans. Elle est mariée et a deux petites filles. À la suite d'un examen médical, elle apprend qu'elle va mourir dans quelques mois d'un cancer, et se décide alors à faire le bilan de sa vie, réaliser ses rêves et préparer sa disparition pour ses proches.

## Fiche technique
- Titre : Ma vie sans moi
- Titre original : Mi vida sin mi / My Life Without Me
- Réalisation : Isabel Coixet
- Production : Esther Garcia
- Scénario : Isabel Coixet, d'après le livre Pretending the bed is a raft, de Nanci Kincaid
- Directeur de la photographie : Jean-Claude Larrieu
- Musique : Alfonso Vilallonga
- Pays d'origine : Espagne/Canada
- Langue : anglais
- Genre : drame
- Durée : 106 minutes
- Date de sortie : 2003

## Distribution
- Sarah Polley (V. Q. : Aline Pinsonneault) : Anne
- Amanda Plummer (V. Q. : Johanne Garneau) : Laurie
- Scott Speedman (V. Q. : Tristan Harvey) : Don
- Mark Ruffalo (V. Q. : Louis-Philippe Dandenault) : Lee
- Deborah Harry (V. Q. : Élise Bertrand) : La mère d'Anne
- Leonor Watling (V. Q. : Catherine Proulx-Lemay) : Anne, la voisine
- Julian Richings (V. Q. : François Sasseville) : Le Docteur Thompson
- Jessica Amlee : Penny
- Kenya Jo Kennedy : Patsy
- Maria de Medeiros : La coiffeuse
- Alfred Molina (V. Q. : Alain Zouvi) : Le père d'Anne

## Bande originale
Toutes les chansons sont écrites et composées par Alfonso Vilallonga, sauf exceptions notées.
| 1.  | Glass                    |                                           |                                   | 0:40 |
| 2.  | Orientale                |                                           |                                   | 1:59 |
| 3.  | More Candy               |                                           |                                   | 0:52 |
| 4.  | Expresso Machine         |                                           |                                   | 1:16 |
| 5.  | Father Always            |                                           |                                   | 2:25 |
| 6.  | Unfinished               |                                           |                                   | 1:03 |
| 7.  | Thinking About Me        |                                           |                                   | 0:45 |
| 8.  | Carromato                |                                           |                                   | 0:40 |
| 9.  | Siamese                  |                                           |                                   | 1:54 |
| 10. | Father                   |                                           |                                   | 2:25 |
| 11. | Don't Miss School        |                                           |                                   | 1:57 |
| 12. | Never Complain           |                                           |                                   | 1:15 |
| 13. | Final Kiss               |                                           |                                   | 1:37 |
| 14. | I Pray                   |                                           |                                   | 2:40 |
| 15. | I Loved Dancing With You |                                           |                                   | 3:02 |
| 16. | Humans Like You          |                                           | Chop Suey                         | 4:22 |
| 17. | Sometime Later           | Martin Barnard, Corin Dingley, Andy Jenks | Alpha                             | 7:03 |
| 18. | Qué Emoción              | Orlando De La Rosa                        | Omara Portuondo                   | 2:02 |
| 19. | God Only Knows           | Tony Asher, Brian Wilson                  | The Langley Schools Music Project | 3:05 |
| 20. | Try Your Wings           | Michael Barr, Dion McGregor               | Blossom Dearie                    | 3:24 |
| 21. | Senza Fine               | Gino Paoli                                | Gino Paoli                        | 2:50 |

## À noter
- C'est la société El Deseo, de Pedro Almodóvar, qui a produit le film.